# Championnat de Singapour de football 1998
Navigation
Saison 1997 Saison 1999
La saison 1998 du Championnat de Singapour de football est la soixante-sixième édition de la première division à Singapour. 
Cette saison est la troisième édition de la S-League, le championnat fermé organisé par la fédération singapourienne. Il n'y a pas de relégation puisque les clubs inscrits sont des franchises, à l'image de ce qui se fait dans les championnats australien ou américain. 
C'est le club de Singapore Armed Forces FC, tenant du titre, qui remporte à nouveau le championnat cette saison, après avoir terminé en tête du classement final, à égalité de points mais une meilleure différence de buts que Tanjong Pagar United FC (ex-Tiong Bahru United). Geylang United FC termine sur le podium, à huit points du duo de tête. C'est le cinquième titre de champion de Singapour du club, qui rate le doublé en s'inclinant en finale de la Coupe de Singapour face à Tanjong Pagar United.
Les clubs de Gombak United FC et Marine Club sont incorporés à la S-League à partir de cette saison.

## Les clubs participants
| - Home United FC - Tanjong Pagar United FC - Singapore Armed Forces FC - Woodlands Wellington FC - Jurong SC - Marine Club | - Tampines Rovers - Geylang United - Balestier Central - Sembawang Rangers - Gombak United FC |

## Compétition
Le barème de points servant à établir le classement se décompose ainsi :
- Victoire : 3 points ;
- Match nul : 1 point ;
- Défaite : 0 point.

### Classement
| Rang | Équipe                     | Pts | J  | G  | N | P  | Bp | Bc | Diff |
| ---- | -------------------------- | --- | -- | -- | - | -- | -- | -- | ---- |
| 1    | Singapore Armed Forces FCT | 46  | 20 | 14 | 4 | 2  | 46 | 17 | +29  |
| 2    | Tanjong Pagar United FCC   | 46  | 20 | 14 | 4 | 2  | 39 | 15 | +24  |
| 3    | Geylang United FC          | 38  | 20 | 11 | 5 | 4  | 32 | 18 | +14  |
| 4    | Balestier Central          | 31  | 20 | 9  | 4 | 7  | 47 | 43 | +4   |
| 5    | Jurong SC                  | 31  | 20 | 9  | 4 | 7  | 32 | 33 | -1   |
| 6    | Tampines Rovers            | 29  | 20 | 8  | 5 | 7  | 41 | 40 | +1   |
| 7    | Home United FC             | 28  | 20 | 8  | 4 | 8  | 42 | 28 | +14  |
| 8    | Sembawang Rangers          | 19  | 20 | 6  | 1 | 13 | 18 | 37 | -19  |
| 9    | Woodlands Wellington FC    | 18  | 20 | 4  | 6 | 10 | 27 | 41 | -14  |
| 10   | Gombak United FCP          | 13  | 20 | 3  | 4 | 13 | 25 | 52 | -27  |
| 11   | Marine ClubP               | 9   | 20 | 2  | 3 | 15 | 19 | 44 | -25  |

|  | Qualification pour la Coupe d'Asie des clubs champions 1999-2000                         |
|  | Qualification pour la Coupe des Coupes 1999-2000                                         |
|  | T : Tenant du titre C : Vainqueur de la Coupe de Singapour P : Club débutant en S-League |

## Bilan de la saison
| Championnat de Singapour de football 1998  |                                      |
| Champion                                   | Singapore Armed Forces FC (5e titre) |
| Coupes et trophées                         |                                      |
| Vainqueur de la Coupe de Singapour 1998    | Tanjong Pagar United FC              |
| Qualifications continentales               |                                      |
| Coupe d'Asie des clubs champions 1999-2000 | Singapore Armed Forces FC            |
| Coupe des Coupes 1999-2000                 | Sembawang Rangers                    |
| Promotions et relégations                  |                                      |
| Promus en S-League                         | Clementi Khalsa FC                   |
| Relégués en Division II                    | Aucun                                |